# شوی (ساز)
شوی (ارمنی: Շվի) یک فلوت دهانه‌دار است که از یک لوله و دهانه ساخته شده است. این ساز معمولاً از چوب زردآلو، شمشاد آبنوس یا بامبو ساخته می‌شود و تا ۱۲ اینچ (۳۰۰ میلی‌متر) طول دارد. وسعت صدای این ساز حدود یک اکتاو و نیم است.
نوع دیگر آن «تاو شوی» از چوب زردآلو ساخته شده‌است و تا ۱۸ اینچ (۴۶۰ میلیمتر) طول دارد، و یک چهارم پایین‌تر کوک می‌شود که بیشتر صدایی بلندتر و شاعرانه از آن حاصل می‌شود. پوست رویی آن از چوب گردو یا بید ساخته شده است و دارای هشت روزنه در جلوی ساز است که هفت تای آن برای نواختن و هشتمین آن برای ضربه‌های محکم و ناگهانی استفاده می‌شود.
این ساز به طور طبیعی یک اکتاو صدا می‌دهد و اکتاو دوم به وسیلهٔ دمیدن بیشتر هوا در آن حاصل می‌شود. طنین و صدای این ساز در قسمت بم و اکتاو پایین، صدایی شبیه ریکوردر، و در قسمت زیر و اکتاو بالا صدایی شبیه فلوت یا فلوت پیکولو دارد. به طور معمول اکثر نوازندگان دودوک ارمنی و زورنا قبل از یادگیری این سازها، «شوی» را می‌آموزند.